# Salipada K. Pendatun
Salipada „Sali“ Khalid Pendatun (* 3. Dezember 1912 in Pikit, Provinz Cotabato; † 26. Januar 1985 in Quezon City) war ein philippinischer Brigadegeneral und Politiker der Liberal Party sowie zuletzt der Kilusang Bagong Lipunan (KBL), der zwischen 1946 und 1951 als erster Muslim Mitglied des Senats war. Er war später von 1957 bis 1972 Mitglied des Repräsentantenhauses sowie zugleich von 1962 bis 1967 stellvertretender Sprecher des Repräsentantenhauses. Zuletzt war er in den letzten Jahren der Herrschaft des diktatorisch regierenden Präsidenten Ferdinand Marcos von 1978 bis zu seinem Tode 1985 Mitglied sowie zugleich zwischen 1984 und 1985 stellvertretender Sprecher des Nationalkongresses (Batasang Pambansa).

## Leben

### Rechtsanwalt und Zweiter Weltkrieg
Pendatun stammte aus einer philippinisch-malayischen muslimischen Familie und war ein Nachkomme von Sharif Kabungsuwan, der zwischen 1520 und 1543 erster Sultan von Maguindanao war. Er selbst absolvierte seine Grund- und Sekundarschulbildung in Cotabato und begann danach ein grundständiges Studium an der Universität der Philippinen, das er 1934 mit einem Associate in Arts (A.A.) abschloss. Ein darauf folgendes Studium der Rechtswissenschaften an der Universität der Philippinen beendete er 1938 mit einem Bachelor of Laws (LL.B.). Daneben begann er zu dieser Zeit seine politische Laufbahn und war zunächst von 1938 bis 1940 Mitglied des Parlaments der Provinz Cotabato. Nachdem er am 18. Januar 1939 seine Zulassung bei der philippinischen Anwaltskammer (Philippine Bar) erhalten hatte, nahm er eine Tätigkeit als Rechtsanwalt auf.
Nachdem es während des Zweiten Weltkriegs ab Herbst 1940 zur Besetzung Südvietnams durch das Japanische Kaiserreich gekommen war, organisierte Pendatun den Aufbau einer Guerilla-Truppe der Legion of the Philippines, die gegen die Besatzungsmacht der Kaiserlich Japanischen Armee in Südvietnam kämpfte. Als schließlich nach dem Angriff auf Pearl Harbor ab dem 8. Dezember 1941 mit der Schlacht um die Philippinen auch die Besetzung der Philippinen durch japanische Truppen begann, trat er der Armee des Commonwealth der Philippinen (Philippine Commonwealth Army) bei, um gegen die japanischen Truppen zu kämpfen. Diese erlitt jedoch zusammen mit den auf den Philippinen stationierten US-Streitkräften am 9. Juni 1942 eine Niederlage, die zur Besetzung der Philippinen durch die Japaner führte.
Pendatun führte daraufhin den Kampf gegen die Kaiserlich Japanische Armee fort und gründete eine insbesondere aus Moros bestehende Guerillatruppe, der sich aber auch Christen sowie Soldaten der US-Armee anschlossen. Diese Einheit wurde zum 118. Infanterieregiment, dessen Kommandeur er im Rang eines Oberstleutnants war. Dabei erfuhr er insbesondere die Unterstützung der Konföderierten Sultanate von Lanao, den heutigen Provinzen Lanao del Norte und Lanao del Sur, sowie der Tausūg und Maranao. In den folgenden Jahren leitete er zusammen mit Gumbay Piang, dem Kommandeur des Moro-Bolo Battalion, maßgeblich den Widerstand der Moros gegen die japanische Besatzungsmacht. Dieser setzte sich bis zum Ende des Zweiten Weltkrieges fort und gipfelte schließlich im Süden der Philippinen in der Schlacht um Maguindanao von Januar bis September 1945, die mit einem Sieg des Commonwealth der Philippinen endete. Für seine langjährigen Verdienste wurde er mehrfach geehrt und als erster Muslim zum Brigadegeneral der Streitkräfte der Philippinen ernannt.

### Gouverneur und Senator
Nach Ende des Zweiten Weltkrieges wurde Pendatun von Präsident Sergio Osmeña zum Gouverneur der Provinz Cotabato ernannt.
Bei den Wahlen vom 23. April 1946 kandidierte Pendatun für die aus dem liberalen Flügel der Nacionalista Party hervorgegangene Liberal Party für den Senat, in dem 16 der 24 Sitze neu zu vergeben waren. Mit 557.156 Stimmen (21,7 Prozent) erreichte er den 16. Platz unter den 57 Kandidaten und zog mit nur 384 Stimmen Vorsprung vor dem Nächstplatzierten, seinem Parteifreund Prospero Sanidad, in den Senat ein. Er wurde damit der erste muslimische Senator der Philippinen.
Während seiner Mitgliedschaft im ersten Kongress von 1946 bis 1949 war er unter anderem Vorsitzender der Senatsausschüsse für Armee-, Marine- und Luftwaffenpensionen, für Gesellschaften, Banken und Franchisuunternehmen sowie für besondere Provinzen. Er gehörte zusammen mit Lorenzo Tañada zu den beiden Senatoren, die gegen die von Präsident Manuel Roxas für den 28. Januar 1948 vorgesehene Proklamation einer Amnestie für die Kollaborateure mit der japanischen Besatzungsmacht stimmten, während die anderen 22 Senatoren der Amnestie zustimmten. Weiterhin war er offizieller Vertreter bei verschiedenen internationalen Konferenzen wie zum Beispiel der Vereinten Nationen in New York City sowie in Paris. Des Weiteren war er 1949 offizieller Vertreter der Philippinen bei den Feierlichkeiten zur Unabhängigkeit Indonesiens.
Da Pendatun zu den Senatoren gehörte, deren Wahlzeit auf drei Jahre beschränkt war, kandidierte er für den Flügel der Liberal Party um José Avelino bei den Senatswahlen vom 8. November 1949 für einen der acht zu vergebenden Senatssitze. Bei dieser Wahl erreichte er mit 374.340 Wählerstimmen (10,5 Prozent) jedoch nur den 18. Platz unter den 26 Kandidaten und schied damit zum 31. Dezember 1949 aus dem Senat aus. Daraufhin ernannte ihn Präsident Elpidio Quirino 1950 zu dessen Technischem Berater im Malacañang-Palast. Diese Tätigkeit übte er bis zur Niederlage Quirinos bei den Präsidentschaftswahlen am 10. November 1953 aus.
Pendatun selbst bewarb sich für die Liberal Party bei den zugleich stattfindenden Senatswahlen am 10. November 1953 wieder für einen der acht zu vergebenden Senatssitze. Allerdings landete er mit 945.755 Wählerstimmen (21,9 Prozent) auf dem 15. Platz unter 20 Kandidaten und verpasste damit erneut den Wiedereinzug in den Senat.

### Mitglied des Repräsentantenhauses und des Kongresses
Bei den Wahlen vom 12. November 1957 wurde Pendatun erstmals zum Mitglied des Repräsentantenhauses gewählt und vertrat in diesem nach seinen Wiederwahlen am 14. November 1961, 19. November 1965 und 11. November 1969 bis zur Verhängung des Ausnahmezustandes aufgrund der Proclamation No. 1081 durch Präsident Ferdinand Marcos am 21. September 1972 den Wahlbezirk Cotabato Lone District. 1960 gehörte er einem Sonderausschuss an, der ein Suspendierungsverfahren gegen den Abgeordneten Sergio Osmeña, Jr. wegen ungebührlichen Verhaltens gegen Präsident Carlos P. Garcia einleitete und Osmeña durch den Beschluss House Resolution No. 59 für 15 Monate von seiner Abgeordnetentätigkeit suspendierte. Dagegen legte Osmeña eine Beschwerde beim Obersten Gerichtshof der Philippinen ein, der jedoch die Beschwerde zurückwies.
Nach dem Zusammentreten des 5. Kongresses am 22. Januar 1962 wurde Pendatun erstmals stellvertretender Sprecher des Repräsentantenhauses (Deputy Speaker) und damit Vertreter des Parlamentspräsidenten (Speaker Pro-Tempore). Auch in dieser Funktion war er der erste Muslim und bekleidete dieses Amt zunächst auch bis zum Beginn der zweiten Sitzungsperiode des 6. Kongresses am 2. Februar 1967. Sein Nachfolger wurde daraufhin Jose M. Aldeguer.
Am 2. August 1971 gehörte Pendatun neben Jovito Salonga, Sergio Osmeña, Jr., Gerardo Roxas, Eva Estrada-Kalaw, Genaro Magsaysay, Ramon Mitra, Eddie Ilarde, Roberto Oca Jr. und John Henry Osmeña zu den Verletzten beim Bombenanschlag auf eine Parteiversammlung zur Proklamierung von Ramon Bagatsing zum Bürgermeisterkandidaten für Manila auf dem Plaza Miranda in Quiapo, einem Stadtbezirk von Manila. Bei dem Anschlag kamen neun Menschen ums Leben, während 95 Personen zum Teil schwerverletzt wurden. 1971 gehörte er zudem neben den Politikern Ali Dimaporo, Rashid Lucman und Mamintal Tamano zu den Mitgründern des Islamdirektoriums der Philippinen (Islamic Directorate of the Philippines), der von Libyen Gelder zum Ankauf eines Grundstücks in dem nach Melchora „Tandang Sora“ Aquino benannten Barangay Tandang Sora in Quezon City erhielt, um dort eine Moschee zu bauen.
Nachdem es aufgrund der Verfassung von 1973 am 7. April 1978 zu den ersten Parlamentswahlen seit 1969 kam, wurde Pendatun als Kandidat der Kilusang Bagong Lipunan (KBL) zum Mitglied des Provisorischen Kongresses (Interim Batasang Pambansa) gewählt. Bei den anschließenden Wahlen zum regulären Kongress (Regular Batasang Pambansa) am 14. Mai 1984 wurde er im Wahlbezirk Maguindanao zum Mitglied dieses Gremiums gewählt und gehörte diesem bis zu seinem Tode an. Zu Beginn der ersten ordentlichen Sitzung wurde er am 23. Juli 1984 stellvertretender Sprecher und damit Sprecher Pro Tempore des Kongresses. Auch dieses Amt bekleidete er bis zu seinem Tode und wurde dann durch Macacuna B. Dimaporo abgelöst.
Pendatun war mit der aus Bulacan stammenden Aida S. Farales verheiratet, die er in einer katholischen Kirche geheiratet hatte. Aus dieser Ehe gingen die Zwillinge Bai Moniera Pendatun und Bai Zamrad Pendatun, die Tochter Bai Mariam Pendatun sowie sein einziger Sohn Datu Salipada Khalid Pendatun, Jr. hervor.
Ihm zu Ehren wurde am 7. April 1991 aufgrund des Muslim-Mindanao-Autonomiegesetzes Nr. 3 die Stadtgemeinde General Salipada K. Pendatun benannt, die aus Teilen der Stadtgemeinde Buluan entstand und damit die erste Gemeinde war, die in der Autonomous Region in Muslim Mindanao (ARMM) gegründet wurde.

## Hintergrundliteratur
- Thomas M. McKenna: Muslim Rulers and Rebels: Everyday Politics and Armed Separatism in the Southern Philippines, S. 110 ff., Verlag University of California Press, 1998, ISBN 0-520-91964-5[7]